# Anklam
Anklam è una città del Meclemburgo-Pomerania Anteriore, in Germania.

Appartiene al circondario della Pomerania Anteriore-Greifswald.
Anklam si fregia del titolo di "città anseatica" (Hansestadt).
Nel medioevo c'era un importante insediamento scandinavo e venedo nei pressi dell'odierna città, chiamato in epoca moderna Altes Lager Menzlin.

## Geografia fisica
La città si trova sul fiume Peene, diretto verso il Mar Baltico, circa sette chilometri prima del suo estuario nel Peenestrom, uno dei tre Haff, quello di Stettino. Ad est di Anklam si trova uno dei due ponti stradali sul Peenestrom che uniscono la terraferma all'isola di Usedom.

## Cultura
- Museo Otto Lilienthal, dedicato al pioniere dell'aviazione Otto Lilienthal

## Amministrazione

### Gemellaggi
Anklam è gemellata con:
- Burlöv
- Heide
- Limbaži
- Ustka